# Kvalspelet till Europamästerskapet i futsal 2016
Kvalspelet till Europamästerskapet i futsal 2016 avfjordes under perioden 14 januari–22 september 2015. 45 landslag tävlade om 11 platser till Europamästerskapet i futsal 2016 i Serbien.

## Deltagare
Listan över deltagare är uppdelat i två tabeller. Lag som kvalificerar sig vid den inledande omgången är de 24 sämst rankade lagen enligt Uefas landslagskoefficient. De 21 bäst rankade lagen kvalificerar sig direkt till huvudomgången. Den första omgången är uppdelad i sex grupper om fyra lag, där det bästa laget blir kvalificerad till huvudomgången. Sju grupper om fyra lag tävlar i huvudomgången.
Tabellen redovisar lagen ranking, lottgrupp som avgör vilka lag man spelar mot samt vilken grupp man hamnade i efter lottningen (redovisas under kolumnen Spelgrupp). Lag ur respektive lottgrupp kan ej spela mot varandra efter lottningen. Lag som är markerade med ett versalt, tjockt V är den nation som var värd för respektive spelgrupp. Under den första omgången var Bulgarien, Montenegro, Litauen, Moldavien, Malta och Sverige värdnationer för spelgrupperna A–F. Bosnien och Hercegovina, Makedonien, Polen, Azerbajdzjan, Slovenien, Kroatien och Rumänien värdnationer för spelgrupp 1–7 i huvudomgången.
| Landslag     | Koeff | Ranking | Lottgrupp | Spelgrupp |
| ------------ | ----- | ------- | --------- | --------- |
| Albanien     | 0,389 | 36      | 3         | D         |
| Andorra      | 0,389 | 35      | 3         | E         |
| Armenien     | 0,444 | 34      | 2         | F         |
| Bulgarien V  | 0,611 | 33      | 2         | A         |
| Cypern       | 0,333 | 38      | 3         | B         |
| Danmark      | 0,222 | 39      | 3         | A         |
| England      | 0,667 | 30      | 2         | E         |
| Estland      | 0,000 | 43      | 4         | C         |
| Finland      | 1,000 | 25      | 1         | B         |
| Frankrike    | 1,056 | 24      | 1         | D         |
| Georgien     | 0,917 | 26      | 1         | C         |
| Gibraltar    | 0,111 | 42      | 4         | A         |
| Grekland     | 0,833 | 27      | 1         | A         |
| Israel       | 0,833 | 28      | 1         | F         |
| Lettland     | 1,167 | 23      | 1         | E         |
| Litauen V    | 0,611 | 32      | 2         | C         |
| Malta V      | 0,000 | 45      | 4         | E         |
| Moldavien V  | 0,694 | 29      | 2         | D         |
| Montenegro V | 0,611 | 31      | 2         | B         |
| San Marino   | 0,000 | 46      | 4         | D         |
| Schweiz      | 0,222 | 40      | 3         | C         |
| Skottland    | 0,000 | Orankad | 4         | F         |
| Sverige V    | 0,333 | 37      | 3         | F         |
| Wales        | 0,000 | 44      | 4         | B         |

| Landslag                  | Koeff | Ranking | Lottgrupp | Spelgrupp |
| ------------------------- | ----- | ------- | --------- | --------- |
| Azerbajdzjan V            | 3,722 | 11      | 2         | 4         |
| Belgien                   | 1,944 | 16      | 3         | 4         |
| Bosnien och Hercegovina V | 1,778 | 17      | 3         | 1         |
| Italien                   | 8,278 | 2       | 1         | 3         |
| Kazakstan                 | 1,667 | 19      | 3         | 7         |
| Kroatien V                | 4,667 | 6       | 1         | 6         |
| Makedonien V              | 1,333 | 21      | 3         | 2         |
| Nederländerna             | 2,167 | 14      | 2         | 1         |
| Norge                     | 1,222 | 22      | 3         | 5         |
| Polen V                   | 1,444 | 20      | 3         | 3         |
| Portugal                  | 7,000 | 4       | 1         | 7         |
| Rumänien V                | 4,444 | 9       | 2         | 7         |
| Ryssland                  | 8,167 | 3       | 1         | 1         |
| Slovakien                 | 2,556 | 13      | 2         | 6         |
| Slovenien V               | 4,167 | 10      | 2         | 5         |
| Spanien                   | 8,410 | 1       | 1         | 2         |
| Tjeckien                  | 4,528 | 7       | 1         | 5         |
| Turkiet                   | 1,722 | 18      | 3         | 6         |
| Ukraina                   | 5,889 | 5       | 1         | 4         |
| Ungern                    | 2,667 | 12      | 2         | 2         |
| Belarus                   | 2,111 | 15      | 2         | 3         |

## Resultat

### Inledande omgång
Tiderna är angivna i centraleuropeisk tid (UTC+1).

#### Grupp A
| Nr | Lag       | S | V | O | F | GM | IM | MS  | P |
| -- | --------- | - | - | - | - | -- | -- | --- | - |
| 1  | Danmark   | 3 | 2 | 1 | 0 | 15 | 3  | +12 | 7 |
| 2  | Bulgarien | 3 | 2 | 1 | 0 | 8  | 5  | +3  | 7 |
| 3  | Grekland  | 3 | 1 | 0 | 2 | 5  | 7  | −2  | 3 |
| 4  | Gibraltar | 3 | 0 | 0 | 3 | 2  | 15 | −13 | 0 |

|       | 14 januari 2015 | Grekland                                  | 3 – 0   | Gibraltar | Skaptopara Sports Hall, Blagoevgrad                     |                                                         |
| 14:00 | 14:00           | Mourdoukoutas 3′ Delaportas 34′ Manos 40′ | Rapport |           | Domare: Gerd Bylois (Belgien), Costas Nicolaou (Cypern) | Domare: Gerd Bylois (Belgien), Costas Nicolaou (Cypern) |
| 14:00 | 14:00           |                                           |         |           | Domare: Gerd Bylois (Belgien), Costas Nicolaou (Cypern) | Domare: Gerd Bylois (Belgien), Costas Nicolaou (Cypern) |
| 14:00 | 14:00           |                                           |         |           | Domare: Gerd Bylois (Belgien), Costas Nicolaou (Cypern) | Domare: Gerd Bylois (Belgien), Costas Nicolaou (Cypern) |

|       | 14 januari 2015 | Bulgarien      | 2 – 2   | Danmark                     | Skaptopara Sports Hall, Blagoevgrad                              |                                                                  |
| 17:30 | 17:30           | Dimov 32′, 38′ | Rapport | Jørgensen 4′ Ji. Jensen 28′ | Domare: Saša Tomić (Kroatien), Ibrahim El Jilali (Nederländerna) | Domare: Saša Tomić (Kroatien), Ibrahim El Jilali (Nederländerna) |
| 17:30 | 17:30           |                |         |                             | Domare: Saša Tomić (Kroatien), Ibrahim El Jilali (Nederländerna) | Domare: Saša Tomić (Kroatien), Ibrahim El Jilali (Nederländerna) |
| 17:30 | 17:30           |                |         |                             | Domare: Saša Tomić (Kroatien), Ibrahim El Jilali (Nederländerna) | Domare: Saša Tomić (Kroatien), Ibrahim El Jilali (Nederländerna) |

|       | 15 januari 2015 | Danmark                                        | 4 – 0   | Grekland | Skaptopara Sports Hall, Blagoevgrad                     |                                                         |
| 14:00 | 14:00           | Hauglund 8′ Jørgensen 25′ Larsen 31′ Falck 38′ | Rapport |          | Domare: Costas Nicolaou (Cypern), Gerd Bylois (Belgien) | Domare: Costas Nicolaou (Cypern), Gerd Bylois (Belgien) |
| 14:00 | 14:00           |                                                |         |          | Domare: Costas Nicolaou (Cypern), Gerd Bylois (Belgien) | Domare: Costas Nicolaou (Cypern), Gerd Bylois (Belgien) |
| 14:00 | 14:00           |                                                |         |          | Domare: Costas Nicolaou (Cypern), Gerd Bylois (Belgien) | Domare: Costas Nicolaou (Cypern), Gerd Bylois (Belgien) |

|       | 15 januari 2015 | Bulgarien                             | 3 – 1   | Gibraltar   | Skaptopara Sports Hall, Blagoevgrad                              |                                                                  |
| 17:30 | 17:30           | Dimov 9′ Karageorgiev 16′ Stoykov 21′ | Rapport | I. Robba 5′ | Domare: Ibrahim El Jilali (Nederländerna), Saša Tomić (Kroatien) | Domare: Ibrahim El Jilali (Nederländerna), Saša Tomić (Kroatien) |
| 17:30 | 17:30           |                                       |         |             | Domare: Ibrahim El Jilali (Nederländerna), Saša Tomić (Kroatien) | Domare: Ibrahim El Jilali (Nederländerna), Saša Tomić (Kroatien) |
| 17:30 | 17:30           |                                       |         |             | Domare: Ibrahim El Jilali (Nederländerna), Saša Tomić (Kroatien) | Domare: Ibrahim El Jilali (Nederländerna), Saša Tomić (Kroatien) |

|       | 17 januari 2015 | Gibraltar   | 1 – 9   | Danmark                                                                                     | Skaptopara Sports Hall, Blagoevgrad                     |                                                         |
| 16:00 | 16:00           | Collado 22′ | Rapport | M. Jensen 2′, 37′ Ja. Jensen 13′ Falck 15′, 25′, 29′, 36′ Hauglund 21′ Jørgensen 40′ (str.) | Domare: Gerd Bylois (Belgien), Costas Nicolaou (Cypern) | Domare: Gerd Bylois (Belgien), Costas Nicolaou (Cypern) |
| 16:00 | 16:00           |             |         |                                                                                             | Domare: Gerd Bylois (Belgien), Costas Nicolaou (Cypern) | Domare: Gerd Bylois (Belgien), Costas Nicolaou (Cypern) |
| 16:00 | 16:00           |             |         |                                                                                             | Domare: Gerd Bylois (Belgien), Costas Nicolaou (Cypern) | Domare: Gerd Bylois (Belgien), Costas Nicolaou (Cypern) |

|       | 17 januari 2015 | Grekland                                | 2 – 3   | Bulgarien                               | Skaptopara Sports Hall, Blagoevgrad                              |                                                                  |
| 18:30 | 18:30           | V. Asimakopoulos 24′ Iliadis 38′ (str.) | Rapport | Stoykov 27′ Karageorgiev 32′ Shutev 40′ | Domare: Saša Tomić (Kroatien), Ibrahim El Jilali (Nederländerna) | Domare: Saša Tomić (Kroatien), Ibrahim El Jilali (Nederländerna) |
| 18:30 | 18:30           |                                         |         |                                         | Domare: Saša Tomić (Kroatien), Ibrahim El Jilali (Nederländerna) | Domare: Saša Tomić (Kroatien), Ibrahim El Jilali (Nederländerna) |
| 18:30 | 18:30           |                                         |         |                                         | Domare: Saša Tomić (Kroatien), Ibrahim El Jilali (Nederländerna) | Domare: Saša Tomić (Kroatien), Ibrahim El Jilali (Nederländerna) |

#### Grupp B
| Nr | Lag        | S | V | O | F | GM | IM | MS  | P |
| -- | ---------- | - | - | - | - | -- | -- | --- | - |
| 1  | Finland    | 3 | 3 | 0 | 0 | 10 | 0  | +10 | 9 |
| 2  | Montenegro | 3 | 2 | 0 | 1 | 6  | 3  | +3  | 6 |
| 3  | Wales      | 3 | 1 | 0 | 2 | 3  | 6  | −3  | 3 |
| 4  | Cypern     | 3 | 0 | 0 | 3 | 1  | 11 | −10 | 0 |

|       | 14 januari 2015 | Finland                     | 3 – 0   | Wales | Morača Sports Center, Podgorica                                         |                                                                         |
| 18:00 | 18:00           | Autio 7′ M. Kytölä 12′, 29′ | Rapport |       | Domare: Eduardo Fernandes Coelho (Portugal), Torbjorn Eidhammer (Norge) | Domare: Eduardo Fernandes Coelho (Portugal), Torbjorn Eidhammer (Norge) |
| 18:00 | 18:00           |                             |         |       | Domare: Eduardo Fernandes Coelho (Portugal), Torbjorn Eidhammer (Norge) | Domare: Eduardo Fernandes Coelho (Portugal), Torbjorn Eidhammer (Norge) |
| 18:00 | 18:00           |                             |         |       | Domare: Eduardo Fernandes Coelho (Portugal), Torbjorn Eidhammer (Norge) | Domare: Eduardo Fernandes Coelho (Portugal), Torbjorn Eidhammer (Norge) |

|       | 14 januari 2015 | Montenegro                                 | 4 – 0   | Cypern | Morača Sports Center, Podgorica                           |                                                           |
| 21:15 | 21:15           | Bajović 8′, 34′ Drašković 12′ Bajčetić 28′ | Rapport |        | Domare: Francisco Diaz (Spanien), Kalin Kinov (Bulgarien) | Domare: Francisco Diaz (Spanien), Kalin Kinov (Bulgarien) |
| 21:15 | 21:15           |                                            |         |        | Domare: Francisco Diaz (Spanien), Kalin Kinov (Bulgarien) | Domare: Francisco Diaz (Spanien), Kalin Kinov (Bulgarien) |
| 21:15 | 21:15           |                                            |         |        | Domare: Francisco Diaz (Spanien), Kalin Kinov (Bulgarien) | Domare: Francisco Diaz (Spanien), Kalin Kinov (Bulgarien) |

|       | 15 januari 2015 | Cypern | 0 – 5   | Finland                              | Morača Sports Center, Podgorica                              |                                                              |
| 18:00 | 18:00           |        | Rapport | J. Kytölä 2′ Autio 7′, 24′, 31′, 33′ | Domare: Francisco Diaz (Spanien), Torbjorn Eidhammer (Norge) | Domare: Francisco Diaz (Spanien), Torbjorn Eidhammer (Norge) |
| 18:00 | 18:00           |        |         |                                      | Domare: Francisco Diaz (Spanien), Torbjorn Eidhammer (Norge) | Domare: Francisco Diaz (Spanien), Torbjorn Eidhammer (Norge) |
| 18:00 | 18:00           |        |         |                                      | Domare: Francisco Diaz (Spanien), Torbjorn Eidhammer (Norge) | Domare: Francisco Diaz (Spanien), Torbjorn Eidhammer (Norge) |

|       | 15 januari 2015 | Montenegro                    | 2 – 1   | Wales   | Morača Sports Center, Podgorica                                      |                                                                      |
| 21:15 | 21:15           | Bajović 8′ Maynard 28′ (sjm.) | Rapport | Hugh 2′ | Domare: Kalin Kinov (Bulgarien), Eduardo Fernandes Coelho (Portugal) | Domare: Kalin Kinov (Bulgarien), Eduardo Fernandes Coelho (Portugal) |
| 21:15 | 21:15           |                               |         |         | Domare: Kalin Kinov (Bulgarien), Eduardo Fernandes Coelho (Portugal) | Domare: Kalin Kinov (Bulgarien), Eduardo Fernandes Coelho (Portugal) |
| 21:15 | 21:15           |                               |         |         | Domare: Kalin Kinov (Bulgarien), Eduardo Fernandes Coelho (Portugal) | Domare: Kalin Kinov (Bulgarien), Eduardo Fernandes Coelho (Portugal) |

|       | 17 januari 2015 | Wales                 | 2 – 1   | Cypern      | Morača Sports Center, Podgorica                             |                                                             |
| 16:00 | 16:00           | Hooper 10′ Thomas 18′ | Rapport | Iaсovou 36′ | Domare: Torbjorn Eidhammer (Norge), Kalin Kinov (Bulgarien) | Domare: Torbjorn Eidhammer (Norge), Kalin Kinov (Bulgarien) |
| 16:00 | 16:00           |                       |         |             | Domare: Torbjorn Eidhammer (Norge), Kalin Kinov (Bulgarien) | Domare: Torbjorn Eidhammer (Norge), Kalin Kinov (Bulgarien) |
| 16:00 | 16:00           |                       |         |             | Domare: Torbjorn Eidhammer (Norge), Kalin Kinov (Bulgarien) | Domare: Torbjorn Eidhammer (Norge), Kalin Kinov (Bulgarien) |

|       | 17 januari 2015 | Finland            | 2 – 0   | Montenegro | Morača Sports Center, Podgorica                                       |                                                                       |
| 18:30 | 18:30           | M. Kytölä 20′, 36′ | Rapport |            | Domare: Eduardo Fernandes Coelho (Portugal), Francisco Diaz (Spanien) | Domare: Eduardo Fernandes Coelho (Portugal), Francisco Diaz (Spanien) |
| 18:30 | 18:30           |                    |         |            | Domare: Eduardo Fernandes Coelho (Portugal), Francisco Diaz (Spanien) | Domare: Eduardo Fernandes Coelho (Portugal), Francisco Diaz (Spanien) |
| 18:30 | 18:30           |                    |         |            | Domare: Eduardo Fernandes Coelho (Portugal), Francisco Diaz (Spanien) | Domare: Eduardo Fernandes Coelho (Portugal), Francisco Diaz (Spanien) |

#### Grupp C
| Nr | Lag      | S | V | O | F | GM | IM | MS | P |
| -- | -------- | - | - | - | - | -- | -- | -- | - |
| 1  | Georgien | 3 | 2 | 1 | 0 | 15 | 6  | +9 | 7 |
| 2  | Schweiz  | 3 | 2 | 1 | 0 | 13 | 9  | +4 | 7 |
| 3  | Litauen  | 3 | 1 | 0 | 2 | 10 | 15 | −5 | 3 |
| 4  | Estland  | 3 | 0 | 0 | 3 | 10 | 18 | −8 | 0 |

|       | 14 januari 2015 | Georgien                                                          | 6 – 3   | Estland                            | Kaunas Sports Hall, Kaunas                                    |                                                               |
| 16:30 | 16:30           | Roni 1′ Dzabiradze 2′, 7′ Tikurishvili 17′ Sebiskveradze 37′, 40′ | Rapport | Aleksejev 26′ Taska 38′ Paapsi 40′ | Domare: Gavin Sartain (England), Vyacheslav Daragan (Ukraina) | Domare: Gavin Sartain (England), Vyacheslav Daragan (Ukraina) |
| 16:30 | 16:30           |                                                                   |         |                                    | Domare: Gavin Sartain (England), Vyacheslav Daragan (Ukraina) | Domare: Gavin Sartain (England), Vyacheslav Daragan (Ukraina) |
| 16:30 | 16:30           |                                                                   |         |                                    | Domare: Gavin Sartain (England), Vyacheslav Daragan (Ukraina) | Domare: Gavin Sartain (England), Vyacheslav Daragan (Ukraina) |

|       | 14 januari 2015 | Litauen                         | 3 – 5   | Schweiz                                                | Kaunas Sports Hall, Kaunas                                           |                                                                      |
| 19:00 | 19:00           | Jeremejev 2′, 16′ Buinickij 39′ | Rapport | Acosta 5′, 40′ Santona 33′ Facchinetti 34′ (str.), 37′ | Domare: Gerald Bauernfeind (Österrike), Septimiu Burtescu (Rumänien) | Domare: Gerald Bauernfeind (Österrike), Septimiu Burtescu (Rumänien) |
| 19:00 | 19:00           |                                 |         |                                                        | Domare: Gerald Bauernfeind (Österrike), Septimiu Burtescu (Rumänien) | Domare: Gerald Bauernfeind (Österrike), Septimiu Burtescu (Rumänien) |
| 19:00 | 19:00           |                                 |         |                                                        | Domare: Gerald Bauernfeind (Österrike), Septimiu Burtescu (Rumänien) | Domare: Gerald Bauernfeind (Österrike), Septimiu Burtescu (Rumänien) |

|       | 15 januari 2015 | Schweiz    | 1 – 1   | Georgien         | Kaunas Sports Hall, Kaunas                                           |                                                                      |
| 16:30 | 16:30           | Mezger 39′ | Rapport | Sebiskveradze 6′ | Domare: Septimiu Burtescu (Rumänien), Gerald Bauernfeind (Österrike) | Domare: Septimiu Burtescu (Rumänien), Gerald Bauernfeind (Österrike) |
| 16:30 | 16:30           |            |         |                  | Domare: Septimiu Burtescu (Rumänien), Gerald Bauernfeind (Österrike) | Domare: Septimiu Burtescu (Rumänien), Gerald Bauernfeind (Österrike) |
| 16:30 | 16:30           |            |         |                  | Domare: Septimiu Burtescu (Rumänien), Gerald Bauernfeind (Österrike) | Domare: Septimiu Burtescu (Rumänien), Gerald Bauernfeind (Österrike) |

|       | 15 januari 2015 | Litauen                                                         | 5 – 2   | Estland                    | Kaunas Sports Hall, Kaunas                                    |                                                               |
| 19:00 | 19:00           | Sendžikas 15′, 29′ Zagurskas 28′ Buinickij 31′ Bezykornovas 34′ | Rapport | Tšurilkin 9′ Aleksejev 21′ | Domare: Vyacheslav Daragan (Ukraina), Gavin Sartain (England) | Domare: Vyacheslav Daragan (Ukraina), Gavin Sartain (England) |
| 19:00 | 19:00           |                                                                 |         |                            | Domare: Vyacheslav Daragan (Ukraina), Gavin Sartain (England) | Domare: Vyacheslav Daragan (Ukraina), Gavin Sartain (England) |
| 19:00 | 19:00           |                                                                 |         |                            | Domare: Vyacheslav Daragan (Ukraina), Gavin Sartain (England) | Domare: Vyacheslav Daragan (Ukraina), Gavin Sartain (England) |

|       | 17 januari 2015 | Estland                                                                    | 5 – 7   | Schweiz                                                                             | Kaunas Sports Hall, Kaunas                                         |                                                                    |
| 16:00 | 16:00           | Taska 24′ Starodub 27′ Rubel 30′ Tšurilkin 39′ (str.) Aleksejev 40′ (str.) | Rapport | Balvis Gonzalez 6′, 21′, 31′, 38′ Facchinetti 11′ (str.) Mezger 25′ Rueegsegger 35′ | Domare: Vyacheslav Daragan (Ukraina), Septimiu Burtescu (Rumänien) | Domare: Vyacheslav Daragan (Ukraina), Septimiu Burtescu (Rumänien) |
| 16:00 | 16:00           |                                                                            |         |                                                                                     | Domare: Vyacheslav Daragan (Ukraina), Septimiu Burtescu (Rumänien) | Domare: Vyacheslav Daragan (Ukraina), Septimiu Burtescu (Rumänien) |
| 16:00 | 16:00           |                                                                            |         |                                                                                     | Domare: Vyacheslav Daragan (Ukraina), Septimiu Burtescu (Rumänien) | Domare: Vyacheslav Daragan (Ukraina), Septimiu Burtescu (Rumänien) |

|       | 17 januari 2015 | Georgien                                                                                            | 8 – 2   | Litauen                       | Kaunas Sports Hall, Kaunas                                      |                                                                 |
| 18:30 | 18:30           | Tikurishvili 5′, 21′ Lukava 20′ Altunashvili 22′ Sebiskveradze 24′, 33′ Maisaia 27′ Jvarashvili 36′ | Rapport | Bezykornovas 5′ Buinickij 34′ | Domare: Gerald Bauernfeind (Österrike), Gavin Sartain (England) | Domare: Gerald Bauernfeind (Österrike), Gavin Sartain (England) |
| 18:30 | 18:30           | |         |                               | Domare: Gerald Bauernfeind (Österrike), Gavin Sartain (England) | Domare: Gerald Bauernfeind (Österrike), Gavin Sartain (England) |
| 18:30 | 18:30           | |         |                               | Domare: Gerald Bauernfeind (Österrike), Gavin Sartain (England) | Domare: Gerald Bauernfeind (Österrike), Gavin Sartain (England) |

#### Grupp D
| Nr | Lag        | S | V | O | F | GM | IM | MS  | P |
| -- | ---------- | - | - | - | - | -- | -- | --- | - |
| 1  | Frankrike  | 3 | 3 | 0 | 0 | 14 | 5  | +9  | 9 |
| 2  | Moldavien  | 3 | 2 | 0 | 1 | 13 | 6  | +7  | 6 |
| 3  | Albanien   | 3 | 1 | 0 | 2 | 15 | 9  | +6  | 3 |
| 4  | San Marino | 3 | 0 | 0 | 3 | 1  | 23 | −22 | 0 |

|       | 14 januari 2015 | Frankrike                                         | 5 – 1   | San Marino | FMF Arena, Ciorescu                                       |                                                           |
| 15:00 | 15:00           | Belhaj 2′ Ramirez 13′, 20′ Rabei 22′ Teixeira 35′ | Rapport | Macina 17′ | Domare: Franco Cachia (Malta), Vladan Radulović (Serbien) | Domare: Franco Cachia (Malta), Vladan Radulović (Serbien) |
| 15:00 | 15:00           |                                                   |         |            | Domare: Franco Cachia (Malta), Vladan Radulović (Serbien) | Domare: Franco Cachia (Malta), Vladan Radulović (Serbien) |
| 15:00 | 15:00           |                                                   |         |            | Domare: Franco Cachia (Malta), Vladan Radulović (Serbien) | Domare: Franco Cachia (Malta), Vladan Radulović (Serbien) |

|       | 14 januari 2015 | Moldavien                                       | 4 – 2   | Albanien      | FMF Arena, Ciorescu                                             |                                                                 |
| 17:30 | 17:30           | Obadă 3′, 28′ Tacot 17′ (str.) Laşcu 36′ (str.) | Rapport | Kaca 25′, 40′ | Domare: Ivan Shabanov (Ryssland), Arsen Nonikashvili (Georgien) | Domare: Ivan Shabanov (Ryssland), Arsen Nonikashvili (Georgien) |
| 17:30 | 17:30           |                                                 |         |               | Domare: Ivan Shabanov (Ryssland), Arsen Nonikashvili (Georgien) | Domare: Ivan Shabanov (Ryssland), Arsen Nonikashvili (Georgien) |
| 17:30 | 17:30           |                                                 |         |               | Domare: Ivan Shabanov (Ryssland), Arsen Nonikashvili (Georgien) | Domare: Ivan Shabanov (Ryssland), Arsen Nonikashvili (Georgien) |

|       | 15 januari 2015 | Albanien                 | 2 – 5   | Frankrike                               | FMF Arena, Ciorescu                                          |                                                              |
| 15:00 | 15:00           | Brahimi 11′ Selmanaj 27′ | Rapport | Aigoun 2′ Rabei 5′, 12′, 22′ Belhaj 37′ | Domare: Franco Cachia (Malta), Arsen Nonikashvili (Georgien) | Domare: Franco Cachia (Malta), Arsen Nonikashvili (Georgien) |
| 15:00 | 15:00           |                          |         |                                         | Domare: Franco Cachia (Malta), Arsen Nonikashvili (Georgien) | Domare: Franco Cachia (Malta), Arsen Nonikashvili (Georgien) |
| 15:00 | 15:00           |                          |         |                                         | Domare: Franco Cachia (Malta), Arsen Nonikashvili (Georgien) | Domare: Franco Cachia (Malta), Arsen Nonikashvili (Georgien) |

|       | 15 januari 2015 | Moldavien                                                                           | 7 – 0   | San Marino | FMF Arena, Ciorescu                                          |                                                              |
| 17:30 | 17:30           | A. Munteanu 8′ Obadă 8′ Tacot 23′ Ţîmbalist 25′ Hilotii 30′ Podlesnov 31′ Gojan 37′ | Rapport |            | Domare: Vladan Radulović (Serbien), Ivan Shabanov (Ryssland) | Domare: Vladan Radulović (Serbien), Ivan Shabanov (Ryssland) |
| 17:30 | 17:30           |                                                                                     |         |            | Domare: Vladan Radulović (Serbien), Ivan Shabanov (Ryssland) | Domare: Vladan Radulović (Serbien), Ivan Shabanov (Ryssland) |
| 17:30 | 17:30           |                                                                                     |         |            | Domare: Vladan Radulović (Serbien), Ivan Shabanov (Ryssland) | Domare: Vladan Radulović (Serbien), Ivan Shabanov (Ryssland) |

|       | 17 januari 2015 | San Marino | 0 – 11  | Albanien                                                                                  | FMF Arena, Ciorescu                                               |                                                                   |
| 16:00 | 16:00           |            | Rapport | Mejzini 4′, 32′, 38′ Hoxha 6′, 40′ Kaca 18′, 20′ Halimi 25′ Brahimi 29′, 38′ Selmanaj 39′ | Domare: Arsen Nonikashvili (Georgien), Vladan Radulović (Serbien) | Domare: Arsen Nonikashvili (Georgien), Vladan Radulović (Serbien) |
| 16:00 | 16:00           |            |         |                                                                                           | Domare: Arsen Nonikashvili (Georgien), Vladan Radulović (Serbien) | Domare: Arsen Nonikashvili (Georgien), Vladan Radulović (Serbien) |
| 16:00 | 16:00           |            |         |                                                                                           | Domare: Arsen Nonikashvili (Georgien), Vladan Radulović (Serbien) | Domare: Arsen Nonikashvili (Georgien), Vladan Radulović (Serbien) |

|       | 17 januari 2015 | Frankrike                                    | 4 – 2   | Moldavien             | FMF Arena, Ciorescu                                     |                                                         |
| 18:30 | 18:30           | Otmani 16′ Teixeira 16′ Belhaj 36′ Gasmi 40′ | Rapport | Obadă 29′ Hilotii 31′ | Domare: Ivan Shabanov (Ryssland), Franco Cachia (Malta) | Domare: Ivan Shabanov (Ryssland), Franco Cachia (Malta) |
| 18:30 | 18:30           |                                              |         |                       | Domare: Ivan Shabanov (Ryssland), Franco Cachia (Malta) | Domare: Ivan Shabanov (Ryssland), Franco Cachia (Malta) |
| 18:30 | 18:30           |                                              |         |                       | Domare: Ivan Shabanov (Ryssland), Franco Cachia (Malta) | Domare: Ivan Shabanov (Ryssland), Franco Cachia (Malta) |

#### Grupp E
| Nr | Lag      | S | V | O | F | GM | IM | MS  | P |
| -- | -------- | - | - | - | - | -- | -- | --- | - |
| 1  | Lettland | 3 | 2 | 1 | 0 | 13 | 4  | +9  | 7 |
| 2  | England  | 3 | 2 | 1 | 0 | 8  | 4  | +4  | 7 |
| 3  | Andorra  | 3 | 1 | 0 | 2 | 8  | 6  | +2  | 3 |
| 4  | Malta    | 3 | 0 | 0 | 3 | 0  | 15 | −15 | 0 |

|       | 14 januari 2015 | Lettland                           | 3 – 2   | Andorra                       | Hibernians Pavillon, Paola                                 |                                                            |
| 17:00 | 17:00           | Ikstēns 17′ Avanesovs 20′ Seņs 35′ | Rapport | Cabinho 39′ Llamas 40′ (str.) | Domare: Josip Barton (Makedonien), Borut Šivic (Slovenien) | Domare: Josip Barton (Makedonien), Borut Šivic (Slovenien) |
| 17:00 | 17:00           |                                    |         |                               | Domare: Josip Barton (Makedonien), Borut Šivic (Slovenien) | Domare: Josip Barton (Makedonien), Borut Šivic (Slovenien) |
| 17:00 | 17:00           |                                    |         |                               | Domare: Josip Barton (Makedonien), Borut Šivic (Slovenien) | Domare: Josip Barton (Makedonien), Borut Šivic (Slovenien) |

|       | 14 januari 2015 | Malta | 0 – 3   | England                           | Hibernians Pavillon, Paola                                     |                                                                |
| 19:30 | 19:30           |       | Rapport | Parkes 3′ Ballinger 28′ Rexha 39′ | Domare: Gábor Kovács (Ungern), Yusif Nurullayev (Azerbajdzjan) | Domare: Gábor Kovács (Ungern), Yusif Nurullayev (Azerbajdzjan) |
| 19:30 | 19:30           |       |         |                                   | Domare: Gábor Kovács (Ungern), Yusif Nurullayev (Azerbajdzjan) | Domare: Gábor Kovács (Ungern), Yusif Nurullayev (Azerbajdzjan) |
| 19:30 | 19:30           |       |         |                                   | Domare: Gábor Kovács (Ungern), Yusif Nurullayev (Azerbajdzjan) | Domare: Gábor Kovács (Ungern), Yusif Nurullayev (Azerbajdzjan) |

|       | 15 januari 2015 | England       | 2 – 2   | Lettland                 | Hibernians Pavillon, Paola                                         |                                                                    |
| 17:00 | 17:00           | Cook 13′, 34′ | Rapport | Šustrovs 11′ Ikstēns 13′ | Domare: Yusif Nurullayev (Azerbajdzjan), Josip Barton (Makedonien) | Domare: Yusif Nurullayev (Azerbajdzjan), Josip Barton (Makedonien) |
| 17:00 | 17:00           |               |         |                          | Domare: Yusif Nurullayev (Azerbajdzjan), Josip Barton (Makedonien) | Domare: Yusif Nurullayev (Azerbajdzjan), Josip Barton (Makedonien) |
| 17:00 | 17:00           |               |         |                          | Domare: Yusif Nurullayev (Azerbajdzjan), Josip Barton (Makedonien) | Domare: Yusif Nurullayev (Azerbajdzjan), Josip Barton (Makedonien) |

|       | 15 januari 2015 | Malta | 0 – 4   | Andorra                         | Hibernians Pavillon, Paola                             |                                                        |
| 19:30 | 19:30           |       | Rapport | Barbosa 8′, 32′ Llamas 13′, 20′ | Domare: Borut Šivic (Slovenien), Gábor Kovács (Ungern) | Domare: Borut Šivic (Slovenien), Gábor Kovács (Ungern) |
| 19:30 | 19:30           |       |         |                                 | Domare: Borut Šivic (Slovenien), Gábor Kovács (Ungern) | Domare: Borut Šivic (Slovenien), Gábor Kovács (Ungern) |
| 19:30 | 19:30           |       |         |                                 | Domare: Borut Šivic (Slovenien), Gábor Kovács (Ungern) | Domare: Borut Šivic (Slovenien), Gábor Kovács (Ungern) |

|       | 17 januari 2015 | Andorra                | 2 – 3   | England                          | Hibernians Pavillon, Paola                             |                                                        |
| 16:00 | 16:00           | Perez 15′ Raventós 30′ | Rapport | Nash 9′ Parkes 12′ Ballinger 20′ | Domare: Borut Šivic (Slovenien), Gábor Kovács (Ungern) | Domare: Borut Šivic (Slovenien), Gábor Kovács (Ungern) |
| 16:00 | 16:00           |                        |         |                                  | Domare: Borut Šivic (Slovenien), Gábor Kovács (Ungern) | Domare: Borut Šivic (Slovenien), Gábor Kovács (Ungern) |
| 16:00 | 16:00           |                        |         |                                  | Domare: Borut Šivic (Slovenien), Gábor Kovács (Ungern) | Domare: Borut Šivic (Slovenien), Gábor Kovács (Ungern) |

|       | 17 januari 2015 | Lettland                                                                          | 8 – 0   | Malta | Hibernians Pavillon, Paola                                         |                                                                    |
| 18:30 | 18:30           | Seņs 1′ Aleksejevs 1′, 28′ Dacko 2′ Avanesovs 3′ Jerofejevs 10′, 15′ Šustrovs 25′ | Rapport |       | Domare: Yusif Nurullayev (Azerbajdzjan), Josip Barton (Makedonien) | Domare: Yusif Nurullayev (Azerbajdzjan), Josip Barton (Makedonien) |
| 18:30 | 18:30           |                                                                                   |         |       | Domare: Yusif Nurullayev (Azerbajdzjan), Josip Barton (Makedonien) | Domare: Yusif Nurullayev (Azerbajdzjan), Josip Barton (Makedonien) |
| 18:30 | 18:30           |                                                                                   |         |       | Domare: Yusif Nurullayev (Azerbajdzjan), Josip Barton (Makedonien) | Domare: Yusif Nurullayev (Azerbajdzjan), Josip Barton (Makedonien) |

#### Grupp F
| Nr | Lag       | S | V | O | F | GM | IM | MS  | P |
| -- | --------- | - | - | - | - | -- | -- | --- | - |
| 1  | Armenien  | 3 | 2 | 1 | 0 | 12 | 6  | +6  | 7 |
| 2  | Sverige   | 3 | 2 | 0 | 1 | 20 | 4  | +16 | 6 |
| 3  | Israel    | 3 | 1 | 1 | 1 | 8  | 7  | +1  | 4 |
| 4  | Skottland | 3 | 0 | 0 | 3 | 2  | 25 | −23 | 0 |

|       | 14 januari 2015 | Israel                                                                  | 6 – 1   | Skottland    | Arena Skövde, Skövde                                                          |                                                                               |
| 17:30 | 17:30           | Yates 9′ (sjm.) I. Shkolnik 15′ Sabag 20′ Vana 22′ Cohen 27′ Kalimi 30′ | Rapport | Lafferty 28′ | Domare: Dragan Skakić (Bosnien och Hercegovina), Cédric Pelissier (Frankrike) | Domare: Dragan Skakić (Bosnien och Hercegovina), Cédric Pelissier (Frankrike) |
| 17:30 | 17:30           |                                                                         |         |              | Domare: Dragan Skakić (Bosnien och Hercegovina), Cédric Pelissier (Frankrike) | Domare: Dragan Skakić (Bosnien och Hercegovina), Cédric Pelissier (Frankrike) |
| 17:30 | 17:30           |                                                                         |         |              | Domare: Dragan Skakić (Bosnien och Hercegovina), Cédric Pelissier (Frankrike) | Domare: Dragan Skakić (Bosnien och Hercegovina), Cédric Pelissier (Frankrike) |

|       | 14 januari 2015 | Sverige                     | 3 – 4   | Armenien                                        | Arena Skövde, Skövde                                    |                                                         |
| 19:45 | 19:45           | Mönell 2′ Eteus 17′ Asp 32′ | Rapport | H. Grigoryan 5′ Karapetyan 16′, 27′ Babayan 21′ | Domare: Fabio Gelonese (Italien), Timo Onatsu (Finland) | Domare: Fabio Gelonese (Italien), Timo Onatsu (Finland) |
| 19:45 | 19:45           |                             |         |                                                 | Domare: Fabio Gelonese (Italien), Timo Onatsu (Finland) | Domare: Fabio Gelonese (Italien), Timo Onatsu (Finland) |
| 19:45 | 19:45           |                             |         |                                                 | Domare: Fabio Gelonese (Italien), Timo Onatsu (Finland) | Domare: Fabio Gelonese (Italien), Timo Onatsu (Finland) |

|       | 15 januari 2015 | Armenien                    | 2 – 2   | Israel              | Arena Skövde, Skövde                                        |                                                             |
| 17:30 | 17:30           | H. Grigoryan 35′ Sujyan 38′ | Rapport | Cohen 19′ Sabag 34′ | Domare: Timo Onatsu (Finland), Cédric Pelissier (Frankrike) | Domare: Timo Onatsu (Finland), Cédric Pelissier (Frankrike) |
| 17:30 | 17:30           |                             |         |                     | Domare: Timo Onatsu (Finland), Cédric Pelissier (Frankrike) | Domare: Timo Onatsu (Finland), Cédric Pelissier (Frankrike) |
| 17:30 | 17:30           |                             |         |                     | Domare: Timo Onatsu (Finland), Cédric Pelissier (Frankrike) | Domare: Timo Onatsu (Finland), Cédric Pelissier (Frankrike) |

|       | 15 januari 2015 | Sverige | 13 – 0  | Skottland | Arena Skövde, Skövde                                                      |                                                                           |
| 19:45 | 19:45           | Legiec 10′, 27′, 36′ Asp 18′ Burda 20′ S. Abraham 25′, 32′, 38′ Eteus 30′ H. Abraham 31′ Hiseni 33′ Mönell 34′, 35′ | Rapport |           | Domare: Fabio Gelonese (Italien), Dragan Skakić (Bosnien och Hercegovina) | Domare: Fabio Gelonese (Italien), Dragan Skakić (Bosnien och Hercegovina) |
| 19:45 | 19:45           | |         |           | Domare: Fabio Gelonese (Italien), Dragan Skakić (Bosnien och Hercegovina) | Domare: Fabio Gelonese (Italien), Dragan Skakić (Bosnien och Hercegovina) |
| 19:45 | 19:45           | |         |           | Domare: Fabio Gelonese (Italien), Dragan Skakić (Bosnien och Hercegovina) | Domare: Fabio Gelonese (Italien), Dragan Skakić (Bosnien och Hercegovina) |

|       | 17 januari 2015 | Skottland | 1 – 6   | Armenien                                                                    | Arena Skövde, Skövde                                                      |                                                                           |
| 16:00 | 16:00           | Hay 38′   | Rapport | Galstyan 14′ Mardanyan 20′, 39′ Kapukranyan 30′ Sujyan 35′ H. Grigoryan 38′ | Domare: Dragan Skakić (Bosnien och Hercegovina), Fabio Gelonese (Italien) | Domare: Dragan Skakić (Bosnien och Hercegovina), Fabio Gelonese (Italien) |
| 16:00 | 16:00           |           |         |                                                                             | Domare: Dragan Skakić (Bosnien och Hercegovina), Fabio Gelonese (Italien) | Domare: Dragan Skakić (Bosnien och Hercegovina), Fabio Gelonese (Italien) |
| 16:00 | 16:00           |           |         |                                                                             | Domare: Dragan Skakić (Bosnien och Hercegovina), Fabio Gelonese (Italien) | Domare: Dragan Skakić (Bosnien och Hercegovina), Fabio Gelonese (Italien) |

|       | 17 januari 2015 | Israel | 0 – 4   | Sverige                                         | Arena Skövde, Skövde                                        |                                                             |
| 18:30 | 18:30           |        | Rapport | Legiec 15′ Rashidi 18′ Eteus 22′ H. Abraham 29′ | Domare: Cédric Pelissier (Frankrike), Timo Onatsu (Finland) | Domare: Cédric Pelissier (Frankrike), Timo Onatsu (Finland) |
| 18:30 | 18:30           |        |         |                                                 | Domare: Cédric Pelissier (Frankrike), Timo Onatsu (Finland) | Domare: Cédric Pelissier (Frankrike), Timo Onatsu (Finland) |
| 18:30 | 18:30           |        |         |                                                 | Domare: Cédric Pelissier (Frankrike), Timo Onatsu (Finland) | Domare: Cédric Pelissier (Frankrike), Timo Onatsu (Finland) |

## Ranking av grupptvåor
| Nr | Lag (grupp)    | S | V | O | F | GM | IM | MS  | P |
| -- | -------------- | - | - | - | - | -- | -- | --- | - |
| 1  | Schweiz (C)    | 3 | 2 | 1 | 0 | 13 | 9  | +4  | 7 |
| 2  | England (E)    | 3 | 2 | 1 | 0 | 8  | 4  | +4  | 7 |
| 3  | Bulgarien (A)  | 3 | 2 | 1 | 0 | 8  | 5  | +3  | 7 |
| 4  | Sverige (F)    | 3 | 2 | 0 | 1 | 20 | 4  | +16 | 6 |
| 5  | Moldavien (D)  | 3 | 2 | 0 | 1 | 13 | 6  | +7  | 6 |
| 6  | Montenegro (B) | 3 | 2 | 0 | 1 | 6  | 3  | +3  | 6 |

### Huvudomgång
Tiderna är angivna i centraleuropeisk tid (UTC+1).

#### Grupp 1
| Nr | Lag                     | S | V | O | F | GM | IM | MS | P |
| -- | ----------------------- | - | - | - | - | -- | -- | -- | - |
| 1  | Ryssland                | 3 | 3 | 0 | 0 | 10 | 1  | +9 | 9 |
| 2  | Bosnien och Hercegovina | 3 | 2 | 0 | 1 | 10 | 6  | +4 | 6 |
| 3  | Nederländerna           | 3 | 0 | 1 | 2 | 4  | 8  | −4 | 1 |
| 4  | Lettland                | 3 | 0 | 1 | 2 | 6  | 15 | −9 | 1 |

|       | 18 mars 2015 | Bosnien och Hercegovina | 2 – 1   | Nederländerna         | Olympic Hall Juan Antonio Samaranch, Sarajevo            |                                                          |
| 17:30 | 17:30        | Bevanda 26′, 34′        | Rapport | Radmilović 16′ (sjm.) | Domare: Ondřej Černý (Tjeckien), Karel Henych (Tjeckien) | Domare: Ondřej Černý (Tjeckien), Karel Henych (Tjeckien) |
| 17:30 | 17:30        |                         |         |                       | Domare: Ondřej Černý (Tjeckien), Karel Henych (Tjeckien) | Domare: Ondřej Černý (Tjeckien), Karel Henych (Tjeckien) |
| 17:30 | 17:30        |                         |         |                       | Domare: Ondřej Černý (Tjeckien), Karel Henych (Tjeckien) | Domare: Ondřej Černý (Tjeckien), Karel Henych (Tjeckien) |

|       | 18 mars 2015 | Ryssland                                                  | 5 – 0   | Lettland | Olympic Hall Juan Antonio Samaranch, Sarajevo           |                                                         |
| 20:00 | 20:00        | Sergei Abramov 10′, 23′ Lyskov 14′ Batyrev 29′ Romulo 35′ | Rapport |          | Domare: Sebastian Stawicki (Polen), Tomasz Frak (Polen) | Domare: Sebastian Stawicki (Polen), Tomasz Frak (Polen) |
| 20:00 | 20:00        |                                                           |         |          | Domare: Sebastian Stawicki (Polen), Tomasz Frak (Polen) | Domare: Sebastian Stawicki (Polen), Tomasz Frak (Polen) |
| 20:00 | 20:00        |                                                           |         |          | Domare: Sebastian Stawicki (Polen), Tomasz Frak (Polen) | Domare: Sebastian Stawicki (Polen), Tomasz Frak (Polen) |

|       | 19 mars 2015 | Bosnien och Hercegovina                                                      | 7 – 3   | Lettland                   | Olympic Hall Juan Antonio Samaranch, Sarajevo        |                                                      |
| 17:30 | 17:30        | Novoselac 1′ Hrkač 15′ Radmilović 19′, 22′ Mulahmetović 26′, 33′ Bevanda 40′ | Rapport | Nagibins 27′ Seņs 34′, 39′ | Domare: Tomasz Frak (Polen), Ondřej Černý (Tjeckien) | Domare: Tomasz Frak (Polen), Ondřej Černý (Tjeckien) |
| 17:30 | 17:30        |                                                                              |         |                            | Domare: Tomasz Frak (Polen), Ondřej Černý (Tjeckien) | Domare: Tomasz Frak (Polen), Ondřej Černý (Tjeckien) |
| 17:30 | 17:30        |                                                                              |         |                            | Domare: Tomasz Frak (Polen), Ondřej Černý (Tjeckien) | Domare: Tomasz Frak (Polen), Ondřej Černý (Tjeckien) |

|       | 19 mars 2015 | Nederländerna | 0 – 3   | Ryssland                             | Olympic Hall Juan Antonio Samaranch, Sarajevo               |                                                             |
| 20:00 | 20:00        |               | Rapport | Lyskov 2′ Pereverzev 26′ Sergeev 36′ | Domare: Sebastian Stawicki (Polen), Karel Henych (Tjeckien) | Domare: Sebastian Stawicki (Polen), Karel Henych (Tjeckien) |
| 20:00 | 20:00        |               |         |                                      | Domare: Sebastian Stawicki (Polen), Karel Henych (Tjeckien) | Domare: Sebastian Stawicki (Polen), Karel Henych (Tjeckien) |
| 20:00 | 20:00        |               |         |                                      | Domare: Sebastian Stawicki (Polen), Karel Henych (Tjeckien) | Domare: Sebastian Stawicki (Polen), Karel Henych (Tjeckien) |

|       | 21 mars 2015 | Lettland                                  | 3 – 3   | Nederländerna                                  | Olympic Hall Juan Antonio Samaranch, Sarajevo        |                                                      |
| 16:00 | 16:00        | Nagibins 6′ Seņs 20′ Velseboer 39′ (sjm.) | Rapport | El Ghannouti 2′ Attaibi 13′ Ikstēns 20′ (sjm.) | Domare: Ondřej Černý (Tjeckien), Tomasz Frak (Polen) | Domare: Ondřej Černý (Tjeckien), Tomasz Frak (Polen) |
| 16:00 | 16:00        |                                           |         |                                                | Domare: Ondřej Černý (Tjeckien), Tomasz Frak (Polen) | Domare: Ondřej Černý (Tjeckien), Tomasz Frak (Polen) |
| 16:00 | 16:00        |                                           |         |                                                | Domare: Ondřej Černý (Tjeckien), Tomasz Frak (Polen) | Domare: Ondřej Černý (Tjeckien), Tomasz Frak (Polen) |

|       | 21 mars 2015 | Ryssland        | 2 – 1   | Bosnien och Hercegovina | Olympic Hall Juan Antonio Samaranch, Sarajevo               |                                                             |
| 18:30 | 18:30        | Kutuzov 8′, 40′ | Rapport | Kahvedžić 40′           | Domare: Karel Henych (Tjeckien), Sebastian Stawicki (Polen) | Domare: Karel Henych (Tjeckien), Sebastian Stawicki (Polen) |
| 18:30 | 18:30        |                 |         |                         | Domare: Karel Henych (Tjeckien), Sebastian Stawicki (Polen) | Domare: Karel Henych (Tjeckien), Sebastian Stawicki (Polen) |
| 18:30 | 18:30        |                 |         |                         | Domare: Karel Henych (Tjeckien), Sebastian Stawicki (Polen) | Domare: Karel Henych (Tjeckien), Sebastian Stawicki (Polen) |

#### Grupp 2
| Nr | Lag        | S | V | O | F | GM | IM | MS  | P |
| -- | ---------- | - | - | - | - | -- | -- | --- | - |
| 1  | Spanien    | 3 | 3 | 0 | 0 | 21 | 2  | +19 | 9 |
| 2  | Ungern     | 3 | 1 | 1 | 1 | 11 | 10 | +1  | 4 |
| 3  | Makedonien | 3 | 1 | 1 | 1 | 11 | 16 | −5  | 4 |
| 4  | Schweiz    | 3 | 0 | 0 | 3 | 9  | 24 | −15 | 0 |

|       | 18 mars 2015 | Spanien                                                                       | 9 – 1   | Schweiz             | Boris Trajkovski Sports Center, Skopje                          |                                                                 |
| 16:30 | 16:30        | Pola 8′ Rivillos 16′, 40′ Adri 18′ Raúl Campos 24′ Lin 30′, 40′, 40′ Alex 37′ | Rapport | Balvis Gonzalez 17′ | Domare: Gabriel Gherman (Rumänien), Alessandro Malfer (Italien) | Domare: Gabriel Gherman (Rumänien), Alessandro Malfer (Italien) |
| 16:30 | 16:30        |                                                                               |         |                     | Domare: Gabriel Gherman (Rumänien), Alessandro Malfer (Italien) | Domare: Gabriel Gherman (Rumänien), Alessandro Malfer (Italien) |
| 16:30 | 16:30        |                                                                               |         |                     | Domare: Gabriel Gherman (Rumänien), Alessandro Malfer (Italien) | Domare: Gabriel Gherman (Rumänien), Alessandro Malfer (Italien) |

|       | 18 mars 2015 | Makedonien                            | 3 – 3   | Ungern                                      | Boris Trajkovski Sports Center, Skopje                      |                                                             |
| 19:00 | 19:00        | Mar. Todorovski 14′, 18′ Micevski 35′ | Rapport | Trencsényi 30′ Hosszú 35′ Agushi 39′ (sjm.) | Domare: Bogdan Sorescu (Rumänien), Angelo Galante (Italien) | Domare: Bogdan Sorescu (Rumänien), Angelo Galante (Italien) |
| 19:00 | 19:00        |                                       |         |                                             | Domare: Bogdan Sorescu (Rumänien), Angelo Galante (Italien) | Domare: Bogdan Sorescu (Rumänien), Angelo Galante (Italien) |
| 19:00 | 19:00        |                                       |         |                                             | Domare: Bogdan Sorescu (Rumänien), Angelo Galante (Italien) | Domare: Bogdan Sorescu (Rumänien), Angelo Galante (Italien) |

|       | 19 mars 2015 | Ungern | 0 – 5   | Spanien                                 | Boris Trajkovski Sports Center, Skopje                        |                                                               |
| 16:30 | 16:30        |        | Rapport | Miguelín 14′, 25′, 26′ Alex 28′ Lin 38′ | Domare: Gabriel Gherman (Rumänien), Bogdan Sorescu (Rumänien) | Domare: Gabriel Gherman (Rumänien), Bogdan Sorescu (Rumänien) |
| 16:30 | 16:30        |        |         |                                         | Domare: Gabriel Gherman (Rumänien), Bogdan Sorescu (Rumänien) | Domare: Gabriel Gherman (Rumänien), Bogdan Sorescu (Rumänien) |
| 16:30 | 16:30        |        |         |                                         | Domare: Gabriel Gherman (Rumänien), Bogdan Sorescu (Rumänien) | Domare: Gabriel Gherman (Rumänien), Bogdan Sorescu (Rumänien) |

|       | 19 mars 2015 | Makedonien                                                  | 7 – 6   | Schweiz                                                              | Boris Trajkovski Sports Center, Skopje                        |                                                               |
| 19:00 | 19:00        | Micevski 1′, 2′, 3′, 27′ Mar. Todorovski 3′, 5′ Leveski 38′ | Rapport | Likaj 3′ Marcoyannakis 33′ Mezger 37′ Raboud 38′ Sego 39′ Patera 40′ | Domare: Angelo Galante (Italien), Alessandro Malfer (Italien) | Domare: Angelo Galante (Italien), Alessandro Malfer (Italien) |
| 19:00 | 19:00        |                                                             |         |                                                                      | Domare: Angelo Galante (Italien), Alessandro Malfer (Italien) | Domare: Angelo Galante (Italien), Alessandro Malfer (Italien) |
| 19:00 | 19:00        |                                                             |         |                                                                      | Domare: Angelo Galante (Italien), Alessandro Malfer (Italien) | Domare: Angelo Galante (Italien), Alessandro Malfer (Italien) |

|       | 21 mars 2015 | Schweiz                  | 2 – 8   | Ungern                                                                    | Boris Trajkovski Sports Center, Skopje                        |                                                               |
| 16:00 | 16:00        | Tóth 16′ (sjm.) Sego 37′ | Rapport | Hosszú 3′, 23′ Lódi 16′ (str.) Harnisch 19′, 36′, 39′ Németh 23′ Rábl 29′ | Domare: Bogdan Sorescu (Rumänien), Gabriel Gherman (Rumänien) | Domare: Bogdan Sorescu (Rumänien), Gabriel Gherman (Rumänien) |
| 16:00 | 16:00        |                          |         |                                                                           | Domare: Bogdan Sorescu (Rumänien), Gabriel Gherman (Rumänien) | Domare: Bogdan Sorescu (Rumänien), Gabriel Gherman (Rumänien) |
| 16:00 | 16:00        |                          |         |                                                                           | Domare: Bogdan Sorescu (Rumänien), Gabriel Gherman (Rumänien) | Domare: Bogdan Sorescu (Rumänien), Gabriel Gherman (Rumänien) |

|       | 21 mars 2015 | Spanien                                                                                          | 7 – 1   | Makedonien   | Boris Trajkovski Sports Center, Skopje                        |                                                               |
| 18:30 | 18:30        | Mar. Todorovski 5′ (sjm.) Aicardo 7′ Pola 15′ Raúl Campos 25′ Fernandão 27′ Lin 30′ Rivillos 35′ | Rapport | Krstevski 6′ | Domare: Alessandro Malfer (Italien), Angelo Galante (Italien) | Domare: Alessandro Malfer (Italien), Angelo Galante (Italien) |
| 18:30 | 18:30        |                                                                                                  |         |              | Domare: Alessandro Malfer (Italien), Angelo Galante (Italien) | Domare: Alessandro Malfer (Italien), Angelo Galante (Italien) |
| 18:30 | 18:30        |                                                                                                  |         |              | Domare: Alessandro Malfer (Italien), Angelo Galante (Italien) | Domare: Alessandro Malfer (Italien), Angelo Galante (Italien) |

#### Grupp 3
| Nr | Lag     | S | V | O | F | GM | IM | MS | P |
| -- | ------- | - | - | - | - | -- | -- | -- | - |
| 1  | Italien | 3 | 3 | 0 | 0 | 12 | 4  | +8 | 9 |
| 2  | Belarus | 3 | 1 | 1 | 1 | 3  | 2  | +1 | 4 |
| 3  | Finland | 3 | 1 | 0 | 2 | 3  | 8  | −5 | 3 |
| 4  | Polen   | 3 | 0 | 1 | 2 | 5  | 9  | −4 | 1 |

|       | 18 mars 2015 | Italien                                       | 4 – 0   | Finland | Municipal Hall Krosno, Krosno                                        |                                                                      |
| 16:30 | 16:30        | Murilo 25′ Canal 26′ Patias 29′ Ercolessi 37′ | Rapport |         | Domare: Eduardo Fernandes Coelho (Portugal), Nuno Bogalho (Portugal) | Domare: Eduardo Fernandes Coelho (Portugal), Nuno Bogalho (Portugal) |
| 16:30 | 16:30        |                                               |         |         | Domare: Eduardo Fernandes Coelho (Portugal), Nuno Bogalho (Portugal) | Domare: Eduardo Fernandes Coelho (Portugal), Nuno Bogalho (Portugal) |
| 16:30 | 16:30        |                                               |         |         | Domare: Eduardo Fernandes Coelho (Portugal), Nuno Bogalho (Portugal) | Domare: Eduardo Fernandes Coelho (Portugal), Nuno Bogalho (Portugal) |

|       | 18 mars 2015 | Polen | 0 – 0   | Belarus | Municipal Hall Krosno, Krosno                              |                                                            |
| 19:00 | 19:00        |       | Rapport |         | Domare: Borut Šivic (Slovenien), Admir Zahovič (Slovenien) | Domare: Borut Šivic (Slovenien), Admir Zahovič (Slovenien) |
| 19:00 | 19:00        |       |         |         | Domare: Borut Šivic (Slovenien), Admir Zahovič (Slovenien) | Domare: Borut Šivic (Slovenien), Admir Zahovič (Slovenien) |
| 19:00 | 19:00        |       |         |         | Domare: Borut Šivic (Slovenien), Admir Zahovič (Slovenien) | Domare: Borut Šivic (Slovenien), Admir Zahovič (Slovenien) |

|       | 19 mars 2015 | Belarus     | 1 – 2   | Italien                       | Municipal Hall Krosno, Krosno                              |                                                            |
| 16:30 | 16:30        | Chernik 37′ | Rapport | Gayduk 15′ (sjm.) Giasson 29′ | Domare: Admir Zahovič (Slovenien), Borut Šivic (Slovenien) | Domare: Admir Zahovič (Slovenien), Borut Šivic (Slovenien) |
| 16:30 | 16:30        |             |         |                               | Domare: Admir Zahovič (Slovenien), Borut Šivic (Slovenien) | Domare: Admir Zahovič (Slovenien), Borut Šivic (Slovenien) |
| 16:30 | 16:30        |             |         |                               | Domare: Admir Zahovič (Slovenien), Borut Šivic (Slovenien) | Domare: Admir Zahovič (Slovenien), Borut Šivic (Slovenien) |

|       | 19 mars 2015 | Polen                           | 2 – 3   | Finland                                | Municipal Hall Krosno, Krosno                                        |                                                                      |
| 19:00 | 19:00        | Wojciechowski 18′ Popławski 27′ | Rapport | M. Kytölä 13′ J. Kytölä 26′ Pakola 30′ | Domare: Nuno Bogalho (Portugal), Eduardo Fernandes Coelho (Portugal) | Domare: Nuno Bogalho (Portugal), Eduardo Fernandes Coelho (Portugal) |
| 19:00 | 19:00        |                                 |         |                                        | Domare: Nuno Bogalho (Portugal), Eduardo Fernandes Coelho (Portugal) | Domare: Nuno Bogalho (Portugal), Eduardo Fernandes Coelho (Portugal) |
| 19:00 | 19:00        |                                 |         |                                        | Domare: Nuno Bogalho (Portugal), Eduardo Fernandes Coelho (Portugal) | Domare: Nuno Bogalho (Portugal), Eduardo Fernandes Coelho (Portugal) |

|       | 21 mars 2015 | Finland | 0 – 2   | Belarus                   | Municipal Hall Krosno, Krosno                                        |                                                                      |
| 16:00 | 16:00        |         | Rapport | Chernik 30′ Aleinikov 34′ | Domare: Eduardo Fernandes Coelho (Portugal), Nuno Bogalho (Portugal) | Domare: Eduardo Fernandes Coelho (Portugal), Nuno Bogalho (Portugal) |
| 16:00 | 16:00        |         |         |                           | Domare: Eduardo Fernandes Coelho (Portugal), Nuno Bogalho (Portugal) | Domare: Eduardo Fernandes Coelho (Portugal), Nuno Bogalho (Portugal) |
| 16:00 | 16:00        |         |         |                           | Domare: Eduardo Fernandes Coelho (Portugal), Nuno Bogalho (Portugal) | Domare: Eduardo Fernandes Coelho (Portugal), Nuno Bogalho (Portugal) |

|       | 21 mars 2015 | Italien                                               | 6 – 3   | Polen                                       | Municipal Hall Krosno, Krosno                              |                                                            |
| 18:30 | 18:30        | Gabriel Lima 4′, 27′, 40′ Fortino 7′, 13′ Giasson 22′ | Rapport | Kubik 4′ Mammarella 9′ (sjm.) Sobalczyk 17′ | Domare: Borut Šivic (Slovenien), Admir Zahovič (Slovenien) | Domare: Borut Šivic (Slovenien), Admir Zahovič (Slovenien) |
| 18:30 | 18:30        |                                                       |         |                                             | Domare: Borut Šivic (Slovenien), Admir Zahovič (Slovenien) | Domare: Borut Šivic (Slovenien), Admir Zahovič (Slovenien) |
| 18:30 | 18:30        |                                                       |         |                                             | Domare: Borut Šivic (Slovenien), Admir Zahovič (Slovenien) | Domare: Borut Šivic (Slovenien), Admir Zahovič (Slovenien) |

#### Grupp 4
| Nr | Lag          | S | V | O | F | GM | IM | MS  | P |
| -- | ------------ | - | - | - | - | -- | -- | --- | - |
| 1  | Ukraina      | 3 | 3 | 0 | 0 | 17 | 6  | +11 | 9 |
| 2  | Azerbajdzjan | 3 | 2 | 0 | 1 | 16 | 6  | +10 | 6 |
| 3  | Belgien      | 3 | 1 | 0 | 2 | 8  | 15 | −7  | 3 |
| 4  | Danmark      | 3 | 0 | 0 | 3 | 7  | 21 | −14 | 0 |

|       | 18 mars 2015 | Ukraina                                                  | 5 – 2   | Danmark                 | Sarhadchi Olympic Sport Complex, Baku                  |                                                        |
| 15:30 | 15:30        | Bilotserkivets 5′, 9′ D. Sorokin 5′ Ovsyannikov 10′, 11′ | Rapport | Lucht 14′ Jørgensen 38′ | Domare: Timo Onatsu (Finland), Lukáš Peško (Slovakien) | Domare: Timo Onatsu (Finland), Lukáš Peško (Slovakien) |
| 15:30 | 15:30        |                                                          |         |                         | Domare: Timo Onatsu (Finland), Lukáš Peško (Slovakien) | Domare: Timo Onatsu (Finland), Lukáš Peško (Slovakien) |
| 15:30 | 15:30        |                                                          |         |                         | Domare: Timo Onatsu (Finland), Lukáš Peško (Slovakien) | Domare: Timo Onatsu (Finland), Lukáš Peško (Slovakien) |

|       | 18 mars 2015 | Azerbajdzjan                         | 3 – 1   | Belgien        | Sarhadchi Olympic Sport Complex, Baku                                    |                                                                          |
| 18:00 | 18:00        | Eduardo 1′ Augusto 17′ De Araujo 19′ | Rapport | Dujacquier 38′ | Domare: Fernando Gutiérrez Lumbreras (Spanien), Francisco Diaz (Spanien) | Domare: Fernando Gutiérrez Lumbreras (Spanien), Francisco Diaz (Spanien) |
| 18:00 | 18:00        |                                      |         |                | Domare: Fernando Gutiérrez Lumbreras (Spanien), Francisco Diaz (Spanien) | Domare: Fernando Gutiérrez Lumbreras (Spanien), Francisco Diaz (Spanien) |
| 18:00 | 18:00        |                                      |         |                | Domare: Fernando Gutiérrez Lumbreras (Spanien), Francisco Diaz (Spanien) | Domare: Fernando Gutiérrez Lumbreras (Spanien), Francisco Diaz (Spanien) |

|       | 19 mars 2015 | Belgien                   | 2 – 9   | Ukraina                                                                                 | Sarhadchi Olympic Sport Complex, Baku                                    |                                                                          |
| 15:30 | 15:30        | Dahbi Reda 7′ Sababti 10′ | Rapport | Bilotserkivets 1′, 12′, 20′, 27′, 30′ D. Sorokin 24′ Bondar 28′ Ivanyak 36′ Kordoba 37′ | Domare: Francisco Diaz (Spanien), Fernando Gutiérrez Lumbreras (Spanien) | Domare: Francisco Diaz (Spanien), Fernando Gutiérrez Lumbreras (Spanien) |
| 15:30 | 15:30        |                           |         |                                                                                         | Domare: Francisco Diaz (Spanien), Fernando Gutiérrez Lumbreras (Spanien) | Domare: Francisco Diaz (Spanien), Fernando Gutiérrez Lumbreras (Spanien) |
| 15:30 | 15:30        |                           |         |                                                                                         | Domare: Francisco Diaz (Spanien), Fernando Gutiérrez Lumbreras (Spanien) | Domare: Francisco Diaz (Spanien), Fernando Gutiérrez Lumbreras (Spanien) |

|       | 19 mars 2015 | Azerbajdzjan | 11 – 2  | Danmark                      | Sarhadchi Olympic Sport Complex, Baku                  |                                                        |
| 18:00 | 18:00        | De Araujo 7′, 34′ Farajzade 13′ Borisov 18′ Amadeu 25′ Atayev 31′, 38′ Augusto 32′ Chovdarov 33′, 37′ Farzaliyev 36′ | Rapport | Ja. Jensen 21′ M. Jensen 31′ | Domare: Lukáš Peško (Slovakien), Timo Onatsu (Finland) | Domare: Lukáš Peško (Slovakien), Timo Onatsu (Finland) |
| 18:00 | 18:00        | |         |                              | Domare: Lukáš Peško (Slovakien), Timo Onatsu (Finland) | Domare: Lukáš Peško (Slovakien), Timo Onatsu (Finland) |
| 18:00 | 18:00        | |         |                              | Domare: Lukáš Peško (Slovakien), Timo Onatsu (Finland) | Domare: Lukáš Peško (Slovakien), Timo Onatsu (Finland) |

|       | 21 mars 2015 | Danmark                 | 3 – 5   | Belgien                                         | Sarhadchi Olympic Sport Complex, Baku                  |                                                        |
| 16:00 | 16:00        | Veis 17′, 36′ Falck 39′ | Rapport | Canaris 1′ Sababti 5′, 8′ Rahou 25′ Chaibai 29′ | Domare: Timo Onatsu (Finland), Lukáš Peško (Slovakien) | Domare: Timo Onatsu (Finland), Lukáš Peško (Slovakien) |
| 16:00 | 16:00        |                         |         |                                                 | Domare: Timo Onatsu (Finland), Lukáš Peško (Slovakien) | Domare: Timo Onatsu (Finland), Lukáš Peško (Slovakien) |
| 16:00 | 16:00        |                         |         |                                                 | Domare: Timo Onatsu (Finland), Lukáš Peško (Slovakien) | Domare: Timo Onatsu (Finland), Lukáš Peško (Slovakien) |

|       | 21 mars 2015 | Ukraina                                      | 3 – 2   | Azerbajdzjan                  | Sarhadchi Olympic Sport Complex, Baku                                    |                                                                          |
| 18:30 | 18:30        | Bilotserkivets 5′ O. Sorokin 27′ Ivanyak 33′ | Rapport | Eduardo 31′ Zhurba 40′ (sjm.) | Domare: Fernando Gutiérrez Lumbreras (Spanien), Francisco Diaz (Spanien) | Domare: Fernando Gutiérrez Lumbreras (Spanien), Francisco Diaz (Spanien) |
| 18:30 | 18:30        |                                              |         |                               | Domare: Fernando Gutiérrez Lumbreras (Spanien), Francisco Diaz (Spanien) | Domare: Fernando Gutiérrez Lumbreras (Spanien), Francisco Diaz (Spanien) |
| 18:30 | 18:30        |                                              |         |                               | Domare: Fernando Gutiérrez Lumbreras (Spanien), Francisco Diaz (Spanien) | Domare: Fernando Gutiérrez Lumbreras (Spanien), Francisco Diaz (Spanien) |

#### Grupp 5
| Nr | Lag       | S | V | O | F | GM | IM | MS  | P |
| -- | --------- | - | - | - | - | -- | -- | --- | - |
| 1  | Slovenien | 3 | 3 | 0 | 0 | 18 | 3  | +15 | 9 |
| 2  | Tjeckien  | 3 | 2 | 0 | 1 | 10 | 6  | +4  | 6 |
| 3  | Frankrike | 3 | 1 | 0 | 2 | 8  | 17 | −9  | 3 |
| 4  | Norge     | 3 | 0 | 0 | 3 | 1  | 11 | −10 | 0 |

|       | 18 mars 2015 | Slovenien                                    | 4 – 0   | Norge | Tri Lilije, Laško                                     |                                                       |
| 18:30 | 18:30        | R. Mordej 5′ Osredkar 6′ Fetič 19′ Čujec 23′ | Rapport |       | Domare: Gábor Kovács (Ungern), Balázs Farkas (Ungern) | Domare: Gábor Kovács (Ungern), Balázs Farkas (Ungern) |
| 18:30 | 18:30        |                                              |         |       | Domare: Gábor Kovács (Ungern), Balázs Farkas (Ungern) | Domare: Gábor Kovács (Ungern), Balázs Farkas (Ungern) |
| 18:30 | 18:30        |                                              |         |       | Domare: Gábor Kovács (Ungern), Balázs Farkas (Ungern) | Domare: Gábor Kovács (Ungern), Balázs Farkas (Ungern) |

|       | 18 mars 2015 | Tjeckien                                                 | 5 – 3   | Frankrike                             | Tri Lilije, Laško                                     |                                                       |
| 20:45 | 20:45        | Seidler 19′ Slováček 25′ Belej 33′, 36′ Gasmi 33′ (sjm.) | Rapport | A. Mohammed 33′ Hamdoud 37′ Gasmi 38′ | Domare: Kamil Çetin (Turkiet), Marc Birkett (England) | Domare: Kamil Çetin (Turkiet), Marc Birkett (England) |
| 20:45 | 20:45        |                                                          |         |                                       | Domare: Kamil Çetin (Turkiet), Marc Birkett (England) | Domare: Kamil Çetin (Turkiet), Marc Birkett (England) |
| 20:45 | 20:45        |                                                          |         |                                       | Domare: Kamil Çetin (Turkiet), Marc Birkett (England) | Domare: Kamil Çetin (Turkiet), Marc Birkett (England) |

|       | 19 mars 2015 | Norge | 0 – 4   | Tjeckien                                    | Tri Lilije, Laško                                     |                                                       |
| 17:45 | 17:45        |       | Rapport | Seidler 8′ Belej 18′ Novotný 27′ Kovács 37′ | Domare: Marc Birkett (England), Kamil Çetin (Turkiet) | Domare: Marc Birkett (England), Kamil Çetin (Turkiet) |
| 17:45 | 17:45        |       |         |                                             | Domare: Marc Birkett (England), Kamil Çetin (Turkiet) | Domare: Marc Birkett (England), Kamil Çetin (Turkiet) |
| 17:45 | 17:45        |       |         |                                             | Domare: Marc Birkett (England), Kamil Çetin (Turkiet) | Domare: Marc Birkett (England), Kamil Çetin (Turkiet) |

|       | 19 mars 2015 | Slovenien                                                                                          | 11 – 2  | Frankrike            | Tri Lilije, Laško                                     |                                                       |
| 20:00 | 20:00        | Vrhovec 1′, 15′ Osredkar 6′, 10′, 22′ Čujec 18′ Fetič 18′, 23′ Melink 19′ R. Mordej 23′ Hozjan 39′ | Rapport | Belhaj 20′ Rabei 33′ | Domare: Balázs Farkas (Ungern), Gábor Kovács (Ungern) | Domare: Balázs Farkas (Ungern), Gábor Kovács (Ungern) |
| 20:00 | 20:00        | |         |                      | Domare: Balázs Farkas (Ungern), Gábor Kovács (Ungern) | Domare: Balázs Farkas (Ungern), Gábor Kovács (Ungern) |
| 20:00 | 20:00        | |         |                      | Domare: Balázs Farkas (Ungern), Gábor Kovács (Ungern) | Domare: Balázs Farkas (Ungern), Gábor Kovács (Ungern) |

|       | 21 mars 2015 | Frankrike                      | 3 – 1   | Norge       | Tri Lilije, Laško                                     |                                                       |
| 16:00 | 16:00        | Rabei 17′, 28′ A. Mohammed 20′ | Rapport | Sortevik 9′ | Domare: Marc Birkett (England), Kamil Çetin (Turkiet) | Domare: Marc Birkett (England), Kamil Çetin (Turkiet) |
| 16:00 | 16:00        |                                |         |             | Domare: Marc Birkett (England), Kamil Çetin (Turkiet) | Domare: Marc Birkett (England), Kamil Çetin (Turkiet) |
| 16:00 | 16:00        |                                |         |             | Domare: Marc Birkett (England), Kamil Çetin (Turkiet) | Domare: Marc Birkett (England), Kamil Çetin (Turkiet) |

|       | 21 mars 2015 | Tjeckien  | 1 – 3   | Slovenien                           | Tri Lilije, Laško                                     |                                                       |
| 18:30 | 18:30        | Kovács 3′ | Rapport | Melink 10′ Osredkar 12′ Vrhovec 20′ | Domare: Gábor Kovács (Ungern), Balázs Farkas (Ungern) | Domare: Gábor Kovács (Ungern), Balázs Farkas (Ungern) |
| 18:30 | 18:30        |           |         |                                     | Domare: Gábor Kovács (Ungern), Balázs Farkas (Ungern) | Domare: Gábor Kovács (Ungern), Balázs Farkas (Ungern) |
| 18:30 | 18:30        |           |         |                                     | Domare: Gábor Kovács (Ungern), Balázs Farkas (Ungern) | Domare: Gábor Kovács (Ungern), Balázs Farkas (Ungern) |

#### Grupp 6
| Nr | Lag       | S | V | O | F | GM | IM | MS  | P |
| -- | --------- | - | - | - | - | -- | -- | --- | - |
| 1  | Kroatien  | 3 | 3 | 0 | 0 | 21 | 2  | +19 | 9 |
| 2  | Slovakien | 3 | 2 | 0 | 1 | 14 | 5  | +9  | 6 |
| 3  | Turkiet   | 3 | 1 | 0 | 2 | 8  | 18 | −10 | 3 |
| 4  | Armenien  | 3 | 0 | 0 | 3 | 4  | 22 | −18 | 0 |

|       | 18 mars 2015 | Slovakien                                        | 7 – 1   | Armenien                | Dubrovnik Sports Hall, Dubrovnik                             |                                                              |
| 17:30 | 17:30        | Drahovský 1′, 2′, 36′ Rick 3′, 21′, 38′ Rafaj 6′ | Rapport | H. Grigoryan 17′ (str.) | Domare: Pascal Lemal (Belgien), Cédric Pelissier (Frankrike) | Domare: Pascal Lemal (Belgien), Cédric Pelissier (Frankrike) |
| 17:30 | 17:30        |                                                  |         |                         | Domare: Pascal Lemal (Belgien), Cédric Pelissier (Frankrike) | Domare: Pascal Lemal (Belgien), Cédric Pelissier (Frankrike) |
| 17:30 | 17:30        |                                                  |         |                         | Domare: Pascal Lemal (Belgien), Cédric Pelissier (Frankrike) | Domare: Pascal Lemal (Belgien), Cédric Pelissier (Frankrike) |

|       | 18 mars 2015 | Kroatien | 10 – 0  | Turkiet | Dubrovnik Sports Hall, Dubrovnik                        |                                                         |
| 20:00 | 20:00        | Büyüktopaç 5′ (sjm.) Grbeša 11′ Grcić 13′ Jelovčić 18′ Marinović 19′, 20′ Novak 25′ Djuraš 31′ Suton 33′ Babić 40′ | Rapport |         | Domare: Ivan Shabanov (Ryssland), Gerd Bylois (Belgien) | Domare: Ivan Shabanov (Ryssland), Gerd Bylois (Belgien) |
| 20:00 | 20:00        | |         |         | Domare: Ivan Shabanov (Ryssland), Gerd Bylois (Belgien) | Domare: Ivan Shabanov (Ryssland), Gerd Bylois (Belgien) |
| 20:00 | 20:00        | |         |         | Domare: Ivan Shabanov (Ryssland), Gerd Bylois (Belgien) | Domare: Ivan Shabanov (Ryssland), Gerd Bylois (Belgien) |

|       | 19 mars 2015 | Turkiet    | 1 – 5   | Slovakien                                           | Dubrovnik Sports Hall, Dubrovnik                      |                                                       |
| 17:30 | 17:30        | Keskin 25′ | Rapport | Rick 13′, 36′ Drahovský 21′ Brunovský 29′ Bahna 40′ | Domare: Gerd Bylois (Belgien), Pascal Lemal (Belgien) | Domare: Gerd Bylois (Belgien), Pascal Lemal (Belgien) |
| 17:30 | 17:30        |            |         |                                                     | Domare: Gerd Bylois (Belgien), Pascal Lemal (Belgien) | Domare: Gerd Bylois (Belgien), Pascal Lemal (Belgien) |
| 17:30 | 17:30        |            |         |                                                     | Domare: Gerd Bylois (Belgien), Pascal Lemal (Belgien) | Domare: Gerd Bylois (Belgien), Pascal Lemal (Belgien) |

|       | 19 mars 2015 | Kroatien                                                                                | 8 – 0   | Armenien | Dubrovnik Sports Hall, Dubrovnik                               |                                                                |
| 20:00 | 20:00        | Jelovčić 6′ (str.), 14′ Grbeša 7′ Novak 12′ Grcić 14′ Marinović 15′, 22′ Pandurević 31′ | Rapport |          | Domare: Cédric Pelissier (Frankrike), Ivan Shabanov (Ryssland) | Domare: Cédric Pelissier (Frankrike), Ivan Shabanov (Ryssland) |
| 20:00 | 20:00        |                                                                                         |         |          | Domare: Cédric Pelissier (Frankrike), Ivan Shabanov (Ryssland) | Domare: Cédric Pelissier (Frankrike), Ivan Shabanov (Ryssland) |
| 20:00 | 20:00        |                                                                                         |         |          | Domare: Cédric Pelissier (Frankrike), Ivan Shabanov (Ryssland) | Domare: Cédric Pelissier (Frankrike), Ivan Shabanov (Ryssland) |

|       | 21 mars 2015 | Armenien                                  | 3 – 7   | Turkiet                                                    | Dubrovnik Sports Hall, Dubrovnik                            |                                                             |
| 16:00 | 16:00        | Mardanyan 7′ Nasibyan 34′ Kapukranyan 38′ | Rapport | Köseoğlu 19′ Erdal 24′, 25′ Özcan 31′, 35′, 36′ Yazgan 32′ | Domare: Cédric Pelissier (Frankrike), Gerd Bylois (Belgien) | Domare: Cédric Pelissier (Frankrike), Gerd Bylois (Belgien) |
| 16:00 | 16:00        |                                           |         |                                                            | Domare: Cédric Pelissier (Frankrike), Gerd Bylois (Belgien) | Domare: Cédric Pelissier (Frankrike), Gerd Bylois (Belgien) |
| 16:00 | 16:00        |                                           |         |                                                            | Domare: Cédric Pelissier (Frankrike), Gerd Bylois (Belgien) | Domare: Cédric Pelissier (Frankrike), Gerd Bylois (Belgien) |

|       | 21 mars 2015 | Slovakien                         | 2 – 3   | Kroatien                             | Dubrovnik Sports Hall, Dubrovnik                         |                                                          |
| 18:30 | 18:30        | Višváder 32′ Drahovský 34′ (str.) | Rapport | Marinović 12′ Grcić 18′ Jelovčić 34′ | Domare: Ivan Shabanov (Ryssland), Pascal Lemal (Belgien) | Domare: Ivan Shabanov (Ryssland), Pascal Lemal (Belgien) |
| 18:30 | 18:30        |                                   |         |                                      | Domare: Ivan Shabanov (Ryssland), Pascal Lemal (Belgien) | Domare: Ivan Shabanov (Ryssland), Pascal Lemal (Belgien) |
| 18:30 | 18:30        |                                   |         |                                      | Domare: Ivan Shabanov (Ryssland), Pascal Lemal (Belgien) | Domare: Ivan Shabanov (Ryssland), Pascal Lemal (Belgien) |

#### Grupp 7
| Nr | Lag       | S | V | O | F | GM | IM | MS  | P |
| -- | --------- | - | - | - | - | -- | -- | --- | - |
| 1  | Portugal  | 3 | 2 | 0 | 1 | 12 | 4  | +8  | 6 |
| 2  | Kazakstan | 3 | 2 | 0 | 1 | 11 | 7  | +4  | 6 |
| 3  | Rumänien  | 3 | 2 | 0 | 1 | 11 | 9  | +2  | 6 |
| 4  | Georgien  | 3 | 0 | 0 | 3 | 1  | 15 | −14 | 0 |

|       | 18 mars 2015 | Portugal                                                                              | 7 – 0   | Georgien | Polyvalent Hall, Călărași                                   |                                                             |
| 14:45 | 14:45        | Cardinal 10′ Bruno Coelho 16′ Ricardinho 18′, 20′ Djô 20′ Pedro Cary 35′ Paulinho 40′ | Rapport |          | Domare: Oleg Ivanov (Ukraina), Vyacheslav Daragan (Ukraina) | Domare: Oleg Ivanov (Ukraina), Vyacheslav Daragan (Ukraina) |
| 14:45 | 14:45        |                                                                                       |         |          | Domare: Oleg Ivanov (Ukraina), Vyacheslav Daragan (Ukraina) | Domare: Oleg Ivanov (Ukraina), Vyacheslav Daragan (Ukraina) |
| 14:45 | 14:45        |                                                                                       |         |          | Domare: Oleg Ivanov (Ukraina), Vyacheslav Daragan (Ukraina) | Domare: Oleg Ivanov (Ukraina), Vyacheslav Daragan (Ukraina) |

|       | 18 mars 2015 | Rumänien                                               | 6 – 4   | Kazakstan                                            | Polyvalent Hall, Călărași                                   |                                                             |
| 17:15 | 17:15        | Szőcs 1′, 19′, 38′ F. Matei 9′ M. Matei 29′ Răducu 40′ | Rapport | Pershin 2′ Nurgozhin 28′ Yesenamanov 33′ Pengrin 36′ | Domare: Saša Tomić (Kroatien), Danijel Janošević (Kroatien) | Domare: Saša Tomić (Kroatien), Danijel Janošević (Kroatien) |
| 17:15 | 17:15        |                                                        |         |                                                      | Domare: Saša Tomić (Kroatien), Danijel Janošević (Kroatien) | Domare: Saša Tomić (Kroatien), Danijel Janošević (Kroatien) |
| 17:15 | 17:15        |                                                        |         |                                                      | Domare: Saša Tomić (Kroatien), Danijel Janošević (Kroatien) | Domare: Saša Tomić (Kroatien), Danijel Janošević (Kroatien) |

|       | 19 mars 2015 | Kazakstan                           | 3 – 1   | Portugal      | Polyvalent Hall, Călărași                                   |                                                             |
| 14:45 | 14:45        | Pengrin 28′ Pershin 36′ Higuita 40′ | Rapport | Ricardinho 3′ | Domare: Vyacheslav Daragan (Ukraina), Oleg Ivanov (Ukraina) | Domare: Vyacheslav Daragan (Ukraina), Oleg Ivanov (Ukraina) |
| 14:45 | 14:45        |                                     |         |               | Domare: Vyacheslav Daragan (Ukraina), Oleg Ivanov (Ukraina) | Domare: Vyacheslav Daragan (Ukraina), Oleg Ivanov (Ukraina) |
| 14:45 | 14:45        |                                     |         |               | Domare: Vyacheslav Daragan (Ukraina), Oleg Ivanov (Ukraina) | Domare: Vyacheslav Daragan (Ukraina), Oleg Ivanov (Ukraina) |

|       | 19 mars 2015 | Rumänien                            | 4 – 1   | Georgien         | Polyvalent Hall, Călărași                                   |                                                             |
| 17:15 | 17:15        | Stoica 3′, 23′ Mánya 26′ Răducu 37′ | Rapport | Zedelashvili 28′ | Domare: Danijel Janošević (Kroatien), Saša Tomić (Kroatien) | Domare: Danijel Janošević (Kroatien), Saša Tomić (Kroatien) |
| 17:15 | 17:15        |                                     |         |                  | Domare: Danijel Janošević (Kroatien), Saša Tomić (Kroatien) | Domare: Danijel Janošević (Kroatien), Saša Tomić (Kroatien) |
| 17:15 | 17:15        |                                     |         |                  | Domare: Danijel Janošević (Kroatien), Saša Tomić (Kroatien) | Domare: Danijel Janošević (Kroatien), Saša Tomić (Kroatien) |

|       | 21 mars 2015 | Georgien | 0 – 4   | Kazakstan                                              | Polyvalent Hall, Călărași                                   |                                                             |
| 16:00 | 16:00        |          | Rapport | Pershin 11′ Pengrin 19′ Chebotarev 31′ Yesenamanov 39′ | Domare: Oleg Ivanov (Ukraina), Vyacheslav Daragan (Ukraina) | Domare: Oleg Ivanov (Ukraina), Vyacheslav Daragan (Ukraina) |
| 16:00 | 16:00        |          |         |                                                        | Domare: Oleg Ivanov (Ukraina), Vyacheslav Daragan (Ukraina) | Domare: Oleg Ivanov (Ukraina), Vyacheslav Daragan (Ukraina) |
| 16:00 | 16:00        |          |         |                                                        | Domare: Oleg Ivanov (Ukraina), Vyacheslav Daragan (Ukraina) | Domare: Oleg Ivanov (Ukraina), Vyacheslav Daragan (Ukraina) |

|       | 21 mars 2015 | Portugal                                           | 4 – 1   | Rumänien  | Polyvalent Hall, Călărași                                   |                                                             |
| 18:30 | 18:30        | Pedro Cary 18′ Ricardinho 28′, 28′ Tiago Brito 39′ | Rapport | Alpar 30′ | Domare: Saša Tomić (Kroatien), Danijel Janošević (Kroatien) | Domare: Saša Tomić (Kroatien), Danijel Janošević (Kroatien) |
| 18:30 | 18:30        |                                                    |         |           | Domare: Saša Tomić (Kroatien), Danijel Janošević (Kroatien) | Domare: Saša Tomić (Kroatien), Danijel Janošević (Kroatien) |
| 18:30 | 18:30        |                                                    |         |           | Domare: Saša Tomić (Kroatien), Danijel Janošević (Kroatien) | Domare: Saša Tomić (Kroatien), Danijel Janošević (Kroatien) |

## Ranking av grupptreor
| Nr | Lag               | S | V | O | F | GM | IM | MS  | P |
| -- | ----------------- | - | - | - | - | -- | -- | --- | - |
| 1  | Rumänien (7)      | 3 | 2 | 0 | 1 | 11 | 9  | +2  | 6 |
| 2  | Makedonien (2)    | 3 | 1 | 1 | 1 | 11 | 16 | −5  | 4 |
| 3  | Finland (3)       | 3 | 1 | 0 | 2 | 3  | 8  | −5  | 3 |
| 4  | Belgien (4)       | 3 | 1 | 0 | 2 | 7  | 15 | −8  | 3 |
| 5  | Frankrike (5)     | 3 | 1 | 0 | 2 | 8  | 17 | −9  | 3 |
| 6  | Turkiet (6)       | 3 | 1 | 0 | 2 | 8  | 18 | −10 | 3 |
| 7  | Nederländerna (1) | 3 | 0 | 1 | 2 | 4  | 8  | −4  | 1 |

### Playoff
Lottningen till playoff-spelet hölls den 10 juni 2015.
Tiderna är angivna i centraleuropeisk sommartid (UTC+2).
| Lag 1                   | Totalt | Lag 2     | Möte 1 | Möte 2     |
| Rumänien                | 5–6    | Ungern    | 2–2    | 3–4 (e.f.) |
| Bosnien och Hercegovina | 0–9    | Kazakstan | 0–5    | 0–4        |
| Tjeckien                | 3–2    | Belarus   | 2–1    | 1–1        |
| Azerbajdzjan            | 4–2    | Slovakien | 3–1    | 1–1        |

|       | 15 september 2015 | Rumänien                  | 2 – 2   | Ungern            | Romeo Iamandi, Buzău                                    |                                                         |
| 18:00 | 18:00             | Al-Ioani 21′ F. Matei 22′ | Rapport | Gál 23′ Dróth 24′ | Domare: Sebastian Stawicki (Polen), Tomasz Frak (Polen) | Domare: Sebastian Stawicki (Polen), Tomasz Frak (Polen) |
| 18:00 | 18:00             |                           |         |                   | Domare: Sebastian Stawicki (Polen), Tomasz Frak (Polen) | Domare: Sebastian Stawicki (Polen), Tomasz Frak (Polen) |
| 18:00 | 18:00             |                           |         |                   | Domare: Sebastian Stawicki (Polen), Tomasz Frak (Polen) | Domare: Sebastian Stawicki (Polen), Tomasz Frak (Polen) |

|       | 22 september 2015 | Ungern                                | 4 – 3 (e.fl.) | Rumänien                      | Főnix Hall, Debrecen                                                     |                                                                          |
| 20:00 | 20:00             | Harnisch 4′ Hosszú 30′ Dróth 47′, 50′ | Rapport       | F. Matei 16′, 24′ (str.), 42′ | Domare: Fernando Gutiérrez Lumbreras (Spanien), Francisco Diaz (Spanien) | Domare: Fernando Gutiérrez Lumbreras (Spanien), Francisco Diaz (Spanien) |
| 20:00 | 20:00             |                                       |               |                               | Domare: Fernando Gutiérrez Lumbreras (Spanien), Francisco Diaz (Spanien) | Domare: Fernando Gutiérrez Lumbreras (Spanien), Francisco Diaz (Spanien) |
| 20:00 | 20:00             |                                       |               |                               | Domare: Fernando Gutiérrez Lumbreras (Spanien), Francisco Diaz (Spanien) | Domare: Fernando Gutiérrez Lumbreras (Spanien), Francisco Diaz (Spanien) |

|       | 15 september 2015 | Bosnien och Hercegovina | 0 – 5   | Kazakstan                                                 | Arena Zenica, Zenica                                  |                                                       |
| 20:00 | 20:00             |                         | Rapport | Nurgozhin 5′ Zhamankulov 15′ Douglas Jr. 25′, 32′ Leo 39′ | Domare: Pascal Lemal (Belgien), Gerd Bylois (Belgien) | Domare: Pascal Lemal (Belgien), Gerd Bylois (Belgien) |
| 20:00 | 20:00             |                         |         |                                                           | Domare: Pascal Lemal (Belgien), Gerd Bylois (Belgien) | Domare: Pascal Lemal (Belgien), Gerd Bylois (Belgien) |
| 20:00 | 20:00             |                         |         |                                                           | Domare: Pascal Lemal (Belgien), Gerd Bylois (Belgien) | Domare: Pascal Lemal (Belgien), Gerd Bylois (Belgien) |

|       | 22 september 2015 | Kazakstan                                       | 4 – 0   | Bosnien och Hercegovina | Baluan Sholak Sports Palace, Almaty                                  |                                                                      |
| 16:00 | 16:00             | Leo 9′ Douglas Jr. 14′ Taku 24′ Yesenamanov 25′ | Rapport |                         | Domare: Eduardo Fernandes Coelho (Portugal), Nuno Bogalho (Portugal) | Domare: Eduardo Fernandes Coelho (Portugal), Nuno Bogalho (Portugal) |
| 16:00 | 16:00             |                                                 |         |                         | Domare: Eduardo Fernandes Coelho (Portugal), Nuno Bogalho (Portugal) | Domare: Eduardo Fernandes Coelho (Portugal), Nuno Bogalho (Portugal) |
| 16:00 | 16:00             |                                                 |         |                         | Domare: Eduardo Fernandes Coelho (Portugal), Nuno Bogalho (Portugal) | Domare: Eduardo Fernandes Coelho (Portugal), Nuno Bogalho (Portugal) |

|       | 15 september 2015 | Tjeckien                      | 2 – 1   | Belarus     | Sports Hall AC Sparta Praha, Prag                           |                                                             |
| 18:00 | 18:00             | Kovács 16′ Chernik 34′ (sjm.) | Rapport | Chernik 26′ | Domare: Saša Tomić (Kroatien), Danijel Janošević (Kroatien) | Domare: Saša Tomić (Kroatien), Danijel Janošević (Kroatien) |
| 18:00 | 18:00             |                               |         |             | Domare: Saša Tomić (Kroatien), Danijel Janošević (Kroatien) | Domare: Saša Tomić (Kroatien), Danijel Janošević (Kroatien) |
| 18:00 | 18:00             |                               |         |             | Domare: Saša Tomić (Kroatien), Danijel Janošević (Kroatien) | Domare: Saša Tomić (Kroatien), Danijel Janošević (Kroatien) |

|       | 22 september 2015 | Belarus   | 1 – 1   | Tjeckien   | Minsk Sports Palace, Minsk                                    |                                                               |
| 18:00 | 18:00             | Popov 40′ | Rapport | Záruba 40′ | Domare: Alessandro Malfer (Italien), Angelo Galante (Italien) | Domare: Alessandro Malfer (Italien), Angelo Galante (Italien) |
| 18:00 | 18:00             |           |         |            | Domare: Alessandro Malfer (Italien), Angelo Galante (Italien) | Domare: Alessandro Malfer (Italien), Angelo Galante (Italien) |
| 18:00 | 18:00             |           |         |            | Domare: Alessandro Malfer (Italien), Angelo Galante (Italien) | Domare: Alessandro Malfer (Italien), Angelo Galante (Italien) |

|       | 15 september 2015 | Azerbajdzjan                           | 3 – 1   | Slovakien     | İdman Sarayı, Baku                                         |                                                            |
| 18:00 | 18:00             | Amadeu 7′ Borisov 33′ Kozár 34′ (sjm.) | Rapport | Brunovský 12′ | Domare: Admir Zahovič (Slovenien), Borut Šivic (Slovenien) | Domare: Admir Zahovič (Slovenien), Borut Šivic (Slovenien) |
| 18:00 | 18:00             |                                        |         |               | Domare: Admir Zahovič (Slovenien), Borut Šivic (Slovenien) | Domare: Admir Zahovič (Slovenien), Borut Šivic (Slovenien) |
| 18:00 | 18:00             |                                        |         |               | Domare: Admir Zahovič (Slovenien), Borut Šivic (Slovenien) | Domare: Admir Zahovič (Slovenien), Borut Šivic (Slovenien) |

|       | 22 september 2015 | Slovakien | 1 – 1   | Azerbajdzjan | Mestská Športová hala, Trnava                          |                                                        |
| 19:00 | 19:00             | Rafaj 25′ | Rapport | Borisov 8′   | Domare: Timo Onatsu (Finland), Toni Lehtinen (Finland) | Domare: Timo Onatsu (Finland), Toni Lehtinen (Finland) |
| 19:00 | 19:00             |           |         |              | Domare: Timo Onatsu (Finland), Toni Lehtinen (Finland) | Domare: Timo Onatsu (Finland), Toni Lehtinen (Finland) |
| 19:00 | 19:00             |           |         |              | Domare: Timo Onatsu (Finland), Toni Lehtinen (Finland) | Domare: Timo Onatsu (Finland), Toni Lehtinen (Finland) |